# Sentier du canal Saint-Étienne
Le sentier du canal Saint-Étienne est un petit sentier pédestre du Sud de l'île de La Réunion, qui permet de rejoindre Le Ouaki à pied, sans passer par la route reliant Pierrefonds à Cilaos.
S'il était autrefois connu pour abriter une portion du canal s'étendant de Saint-Pierre à Grand-Bois, celui-ci ayant aujourd'hui quasiment disparu, c'est grâce à ses attraits géologiques qu'il jouit désormais d'une petite notoriété.

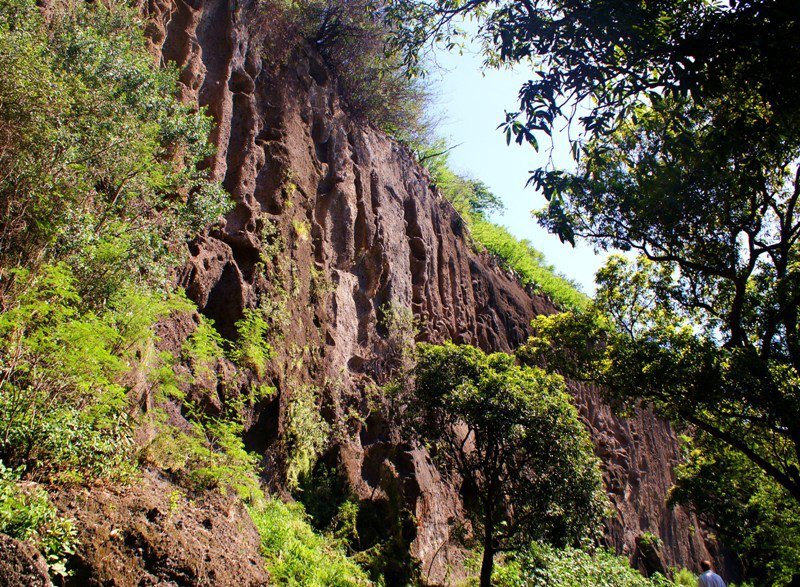
Aperçu de la falaise que longe le sentier du canal Saint-Étienne

## Situation géographique et accès
Le sentier du canal Saint-Étienne longe une partie du canal éponyme, aujourd'hui laissé à l'abandon, sur une portion de route liant le quartier de Bois d'Olives au lieu-dit du Ouaki.
L'accès au sentier peut se faire par deux entrées :
- du côté du Ouaki : à partir de Pierrefonds, il faut rejoindre le Ouaki et poursuivre jusqu'au stand de tir à l'arc ; puis, il faut se garer sur le parking qui se situe juste en face et d'où il est possible de rejoindre directement le sentier, situé à quelques pas ;
- du côté de Bois d'Olives : depuis Pierrefonds, au lieu de se diriger vers le Ouaki, il faut emprunter la route menant à Bois d'Olives ; en montant, sur la gauche, un accotement permet de se garer et de rejoindre l'entrée officielle du sentier, située à quelques mètres.

Remarque : l'accotement réservé aux voitures (deux places maximum) se situant dans un virage, l'entrée du côté de bois d'Olives reste difficile d'accès et appelle à la vigilance.

## Données techniques et Itinéraire

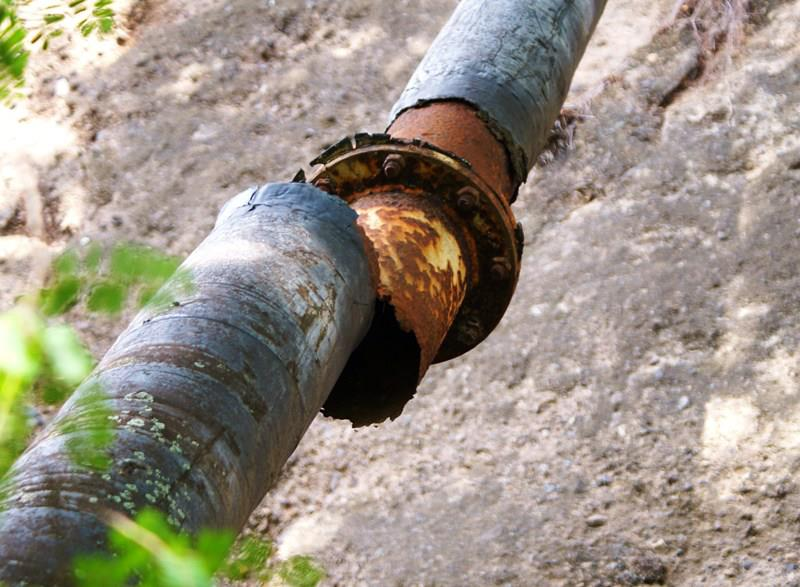
Certaines zones appellent à la vigilance.

Cette randonnée est accessible à tout type de marcheurs et joggeurs.
Elle s'effectue en aller simple, ou aller-retour, sur une distance de 3,2 km. Il faut compter environ une heure de marche à vitesse lente à normale pour effectuer l'aller et le retour.
Situé à 115 m d'altitude, le sentier ne culmine pas au-delà de 145 m, pour un dénivelé positif de 30 m.
Bien que régulièrement entretenu par l'Association du quartier de Pierrefonds (AQP), le sentier est parfois accidenté (tronc d'arbre barrant le chemin, affaissement de terrain, racines sortant du sol, etc.) ; un minimum d'attention et de précaution est donc requis pour effectuer cette petite randonnée. 
Il est également possible de rallier le sentier du canal Saint-Étienne depuis le sentier de La Corde ou, inversement, de prolonger cette marche en rejoignant le sentier La Corde.

## Caractéristiques
Au départ de Bois d'Olives, le sentier débute par le passage sous une arcade en pierre, vestige d'un moulin à eau.
Le sentier longe en effet le canal Saint-Étienne. Aujourd'hui pratiquement à sec, on peut apercevoir quelques vestiges de ce vieil ouvrage le long du sentier. Après trente minutes de marche balisées par des flèches vertes, celui-ci débouche sur une aire de pique-nique très fréquentée par les familles réunionnaises en fin de semaine, et où l'on peut apercevoir les vannes qui permettaient autrefois de réguler le flux d’eau.
L'endroit abrite une flore typiquement réunionnaise : pieds de tamarins, canne à sucre et bois noir, entre autres.

## Données historiques

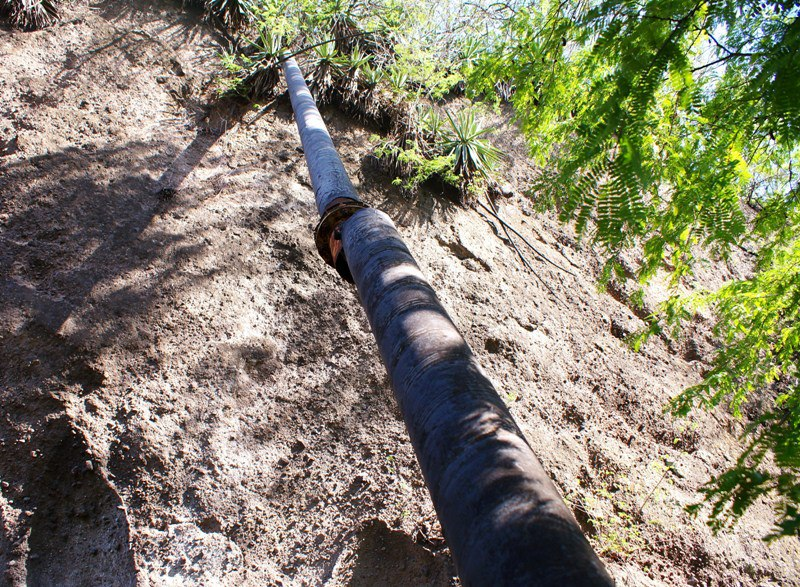
Canal visible depuis le sentier

Le canal Saint-Étienne a été créé en 1825 dans le but d'approvisionner en eau la commune de Saint-Pierre, dont la seule source demeurait jusqu'alors la Rivière d'Abord. Sa création participera au développement de la commune. 
Cet ouvrage d'ampleur s'étend sur 9 km jusqu'à Saint-Pierre, puis se prolonge jusqu'à Grand-Bois sur 8 autres kilomètres. Aujourd'hui laissé à l'abandon, ses ruines témoignent du passé. 
Fruit d'un projet de dérivation établi par Frappier de Montbenoît et Augustin Motais en 1818, ce canal de dérivation aura cependant mobilisé d'énormes moyens sur une période de plusieurs années : il ne sera définitivement terminé qu'en 1827.
Dérivées de la Rivière Saint-Étienne, les eaux du canal seront utilisées par les habitants de Saint-Pierre pour les besoins domestiques, l'alimentation et le lavoir de Casabona, ainsi que par la commune pour les fontaines publiques ; elles seront particulièrement utiles aux agriculteurs pour l'irrigation des champs de canne à sucre.
Enfin, le canal Saint-Étienne permettra de faire fonctionner les moulins des usines sucrières (dont l'usine de Pierrefonds) et, pendant un certain temps, de produire de l'électricité pour la commune.

## Spécificité géologique

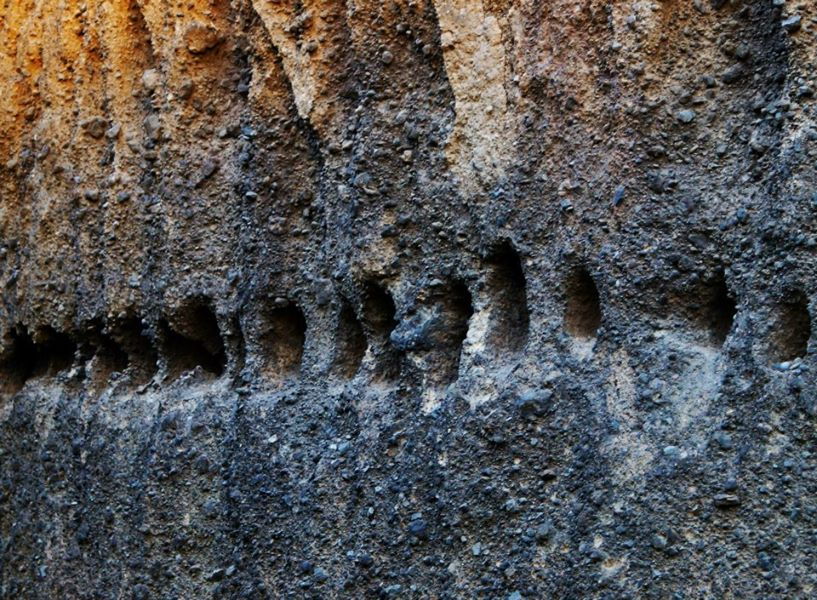
La falaise se reconnaît à ses anfractuosités

Outre les ruines du canal Saint-Étienne, l'un des principaux attraits de ce sentier est l’impressionnante paroi de tuf volcanique en contrebas de laquelle les marcheurs se promènent. 
Sculptée au fil des siècles par l'érosion, elle prend aujourd'hui l'apparence d'une falaise mitée, dont les cavités servent de nichoirs aux pigeons. 
Cette falaise millénaire est apparue à la naissance de La Réunion, île émergée des fonds de l'Océan Indien il y a plus de deux millions d'années.
À l'origine, elle se forme à partir des coulées pyroclastiques, jusqu'à prendre sa forme actuelle : constituée de pouzzolane, une roche naturelle possédant une structure alvéolaire, la falaise est reconnaissable à ses nombreuses anfractuosités.

## Une flore problématique

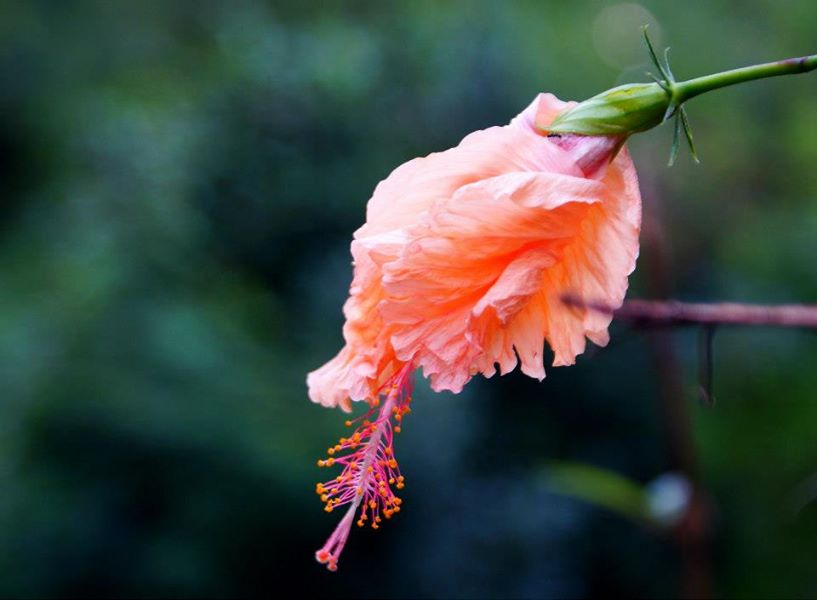
Outre la vigne marronne, des plantes emblématiques de la Réunion peuvent être aperçues : ici, l'hibiscus.

De nombreuses plantes envahissantes ont été introduites à La Réunion ; le sentier du Canal Saint-Étienne n'y échappe pas.
La Vigne marronne (Rubus alceifolius) a en effet pris possession des lieux : cette espèce pionnière des éboulis et des coulées volcaniques se développe très rapidement, empêchant la régénération de la végétation naturelle. Sur le sentier, cette plante exotique originaire du Sud-Est asiatique semble ainsi peu à peu prendre la place des autres plantes, endémiques et indigènes, du site. À tel point que, si rien n'est fait d'ici quelques années, elle pourrait avoir envahi le sentier.
Considérée par l'ONF comme une grande menace pour les milieux et espèces locales, des solutions pour contrer cette menace et exterminer la vigne marronne existent néanmoins : à ce jour, la meilleure d'entre elles consiste en l'introduction de mouches bleues (Cibdela janthina) auprès des populations envahissantes, les larves de cette espèces dévorant les feuilles de la plante jusqu'à sa mort.

## Une faune emblématique
Avec un peu de chance, les marcheurs qui empruntent ce sentier peuvent découvrir des animaux emblématiques de La Réunion.
En baissant les yeux, et en cherchant bien derrière les fourrés, des tangues peuvent être dénichés. Mets très apprécié (les Réunionnais le cuisinent en civet ou en carry), le tangue est ici la proie de quelques chasseurs, souvent accompagnés de leurs chiens. Sa chair se négocie à des prix parfois très élevés.
En levant les yeux vers le ciel, ce sont des papangues que l'on peut parfois apercevoir. Ce rapace vient chasser les pigeons qui se nichent dans les anfractuosités de la falaise citée ci-dessus. Il est cependant très rare qu'il descende aussi bas sur le littoral.
Enfin, de nombreux nids sont visibles tout au long du sentier : solidement accrochés aux branches des arbres qui bordent le sentier, la plupart de ces nids abritent des belliers, ces oiseaux jaunes présents sur tout le littoral de l'île.

## Autres sentiers dans les environs
- randonnée sentier Dassy, Entre-Deux
- randonnée le Dimitile, Entre-Deux
- randonnée Bassin Sassa, Entre-Deux
- randonnée Piton Mont-Vert, Saint-Pierre
- sentier du littoral de Terre-Rouge, Saint-Pierre
- sentier la Corde, Saint-Pierre